# Guillermo del Toro
Guillermo del Toro Gómez (Guadalajara, Jalisco, Meksiko, 9. listopada 1964.) je meksički filmski redatelj, scenarist i producent.
Jedan je od trojice filmskih redatelja koji se nazivaju "tre amigos" (špa. Cineastas, Trío de Amigos), a druga dvojica su Alfonso Cuarón (Harry Potter i zatočenik Azkabana) i Alejandro González Iñárritu.
Guillermo del Toro skreće pozornost 1992. filmom Cronos koji je nagrađivan u Meksiku. Pet godina kasnije režira svoj prvi hollywoodski film, Mimic u kojem je u glavnoj ulozi glumila Oscarovka Mira Sorvino. Poslije se vraća u Meksiko gdje osniva vlastitu producentsku kuću ”The Tequila Gang”. 2001. režira film The Devils Backbone, koji je bio dobro prihvaćen te ponovno režira jedan hollywoodski film, Blade II (2002.).
Dvije godine kasnije (2004.) režira još jedan film s junakom iz stripova: Hellboy. Godine 2006. režirao je film koji ga je proslavio, Panov labirint. Film je nagrađen s tri Oscara, a zaradio je više novaca u SAD-u od bilo kojeg drugog filma u kojem se govorio španjolski. Godine 2008. snima nastavak Hellboya, Hellboy 2: The Golden Army. U svibnju 2010. Guillermo del Toro objavljuje da ne želi režirati J.R.R. Tolkienov roman Hobit o Bilbo Bagginsu, a zamijenio ga je Peter Jackson.
Istovremeno je radio i kao producent za većinu svojih filmova. Godine 2008. osniva novu producentsku kuću, Cha Cha Cha, s prijateljima Alfonsom Cuaronom i Alejandrom Gonzalezom Inarritu.